# 愛加那

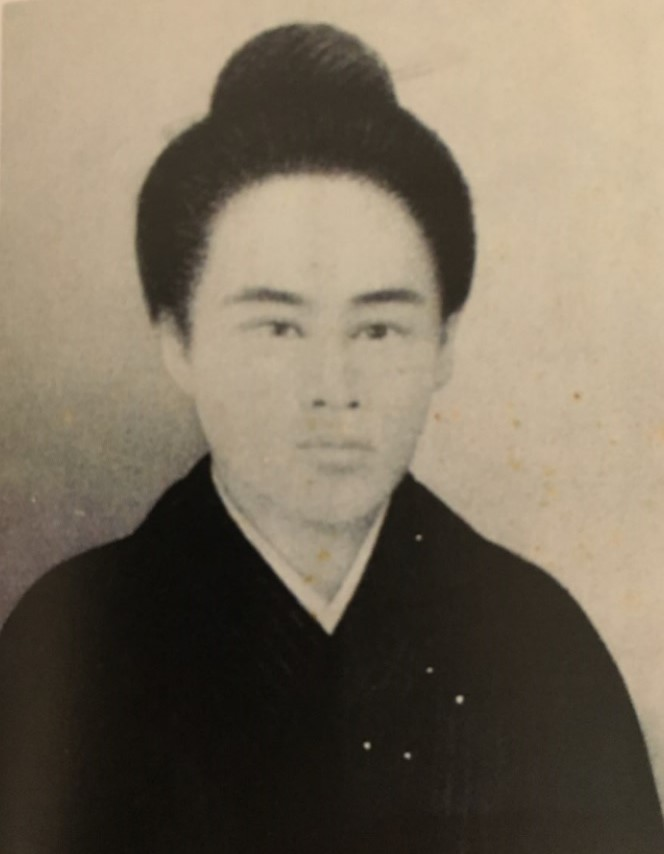
愛加那

愛加那（あやな・あいかな、あいがな、ありかな、旧字体：愛加那󠄁、天保8年（1837年）- 明治35年8月27日 (旧暦)（1902年9月28日））は、西郷隆盛が安政の大獄の際に江戸幕府の追及を逃れるため、奄美大島に潜居した時期の妻。
琉球王家を祖とする笠利氏から続く、奄美一の名家である田畑氏の一族である。
小説やドラマなどで農民の娘として描かれることがあるが、事実は全く異なっている。奄美が薩摩の支配を受けた後も家格を保ち、享保11年（1726年）に奄美で唯一の郷士格となり田畑姓を与えられ、天明5年（1785年）、藩命により龍姓に改める。
本家の田畑家歴代の墓地「弁財天墓地」には「龍愛子」とその名がある。

## 生涯
奄美大島の名門一族である龍家の娘。幼名は於戸間金（おとまがね、おとまがに）。「於」は尊称、「金」は加那の古称なので、名は「とま」。
西郷隆盛（当時の通称は菊池源吾）が奄美大島に流人（潜居の名目）として来島してから10ヶ月後の、安政6年（1859年）11月8日に結婚。結婚時に西郷が「愛」の名を与え、愛加那となる（愛子とも）。
なお藩法に従い、西郷が島滞在中に限った妻となり、約3年間を龍家の本拠地である龍郷で暮らす。
万延2年（1861年）2月11日には西郷菊次郎を産む。同年11月20日に愛加那のために建てた新居が完成し本家から移り住む（現在の「西郷南州流謫跡」）が、西郷は薩摩藩からの召喚状を受け、文久2年（1862年）1月14日に大島を立ち、これが最初の別れとなる。
しかし、西郷は国父・島津久光の不興を買い、再び徳之島に罪人として遠島処分となる。同年6月30日に途中で大島の西古見崎に停泊するが、この時、西郷が間切横目の得藤長に対し、愛加那に会いに来ないよう依頼する手紙を送付している。7月2日、徳之島の湾仁屋に西郷が到着し、この日に菊草を産んだ。
また、8月20日には西郷が大島代官の木場伝内宛に愛加那に来させないように依頼する返書を送付しているが、西郷の徳之島来島を伝え聞いた愛加那は、8月26日に大島から兄を伴って子供2人を連れ駆けつける。久々の親子対面を喜んだのも束の間、翌8月27日には藩から沖永良部島へ遠島する命令書が代官所に届く。そこで再び別れ、翌日に大島へ戻る。その後は得藤長や木場伝内、桂久武などの後援を受けたとされる。
西郷は沖永良部島で罪人として牢に入り健康を害するが、後に待遇が改善される。翌々年の元治元年（1864年）、西郷はようやく島津久光より赦免され、2月21日に沖永良部島を去る。途中、2月23日に龍郷の愛加那の新居に立ち寄り数日を過ごし大島を立つ。これが西郷との3度目かつ最後の別れとなり、以降は愛加那は大島を出ることなく、書状や進物をやり取りするのみとなる。
なお、2人の子は父に再会し、菊次郎は維新後の明治2年（1869年）に鹿児島の西郷家に引き取られる。菊草は愛加那の元に残るが、12歳の時に鹿児島の武村西郷家に引き取られ、14歳の時に大山誠之助と婚約する。明治維新により藩法の制約が無くなり、菊草と共に愛加那も鹿児島を訪れるように書状で促されるが、ついに実現しないまま西南戦争を迎える。戦役で西郷は自刃、出陣した菊次郎も重傷を負い、誠之助は投獄される。
戦役で負傷した菊次郎はしばらくの間、故郷大島の実家で過ごしており、菊次郎が台湾に赴任する際も実家に立ち寄っている。一方、菊草は大島には戻ることなく、明治13年（1880年）に誠之助と結婚し4子をもうけるが不和となり、晩年は夫と別居して菊次郎の元で暮らしている。
西南戦争から21年後の明治31年（1898年）、大島の地元有力者や笹森儀助らの尽力により、龍郷屋敷の庭に勝海舟銘による「西郷南洲流謫地の記念碑」が建立し、記念式典には愛加那も参列する。
明治35年（1902年）9月28日、大雨の日の農作業中に倒れて死去。享年65。

## 家族・系譜
かつて奄美大島の支配を任された笠利氏が薩摩藩の直轄領となった後も家格を認められ、享保11年（1726年）に代々外城衆中格（後の郷士格）となって「田畑」姓を薩摩藩主より与えられるが、天明5年（1785年）に藩命により「龍」に改める（明治になって田畑に復姓）。本祖である笠利為春（1482年 - 1542年）は、琉球の第二尚氏・初代尚円王の父・尚稷（しょうしょく）の孫とされ、『校正鹿児島外史』等では、笠利氏は源為朝の嫡流（嫡男・為頼の裔孫）であるともされている。
愛加那は龍家の分家筋の龍為志（ためし）の娘であり、父・為志は分家（次男家）の当主・為堅の弟で、為堅は分家となって6代目にあたる。西郷を預かり、婚儀の媒酌人も務めた龍佐民（為行）が小説やドラマ等で叔父として登場するが、家祖・笠利為春から数えて17代目当主にあたる為勝の四男とされる佐民は愛加那の叔父ではない。詳しい経緯は不明であるが、龍家と西郷の深い関わりや彼女が分家筋の娘であったことなどが、本妻ではない島妻の提供を可能にしたと考えられている。
龍（田畑）氏は幕末期まで奄美における為政者として存続し、明治維新を主導する薩摩藩の主財源であった砂糖生産に大きく貢献することとなる。

### 笠利家・田畑家系譜（『笠利氏家譜』等による）
1. 笠利為春（尚円王の父・尚稷の孫。1504年、王命により奄美大島赴任）
2. 笠利為充
3. 笠利為明
4. 笠利為吉
5. 笠利為転（1609年の薩摩藩による琉球侵攻時の当主）
6. （未詳）
7. 笠利為季（1614‐1615年の大阪冬・夏の陣に参戦）
8. 笠利為成（島津家久の小姓として参勤交代に供奉）
9. 笠利為季
10. （未詳）
11. 笠利為寿（次男・為治が次男家の初代、その6代目の為堅が愛加那の叔父）
12. 田畑為辰（1726年、奄美初の郷士格となり田畑に改姓 ※1785年に龍に改姓）
13. （未詳）
14. （未詳）
15. （未詳）
16. （未詳）
17. 龍為勝
18. 龍為善（弟・為行が西郷隆盛の奄美蟄居時の相続人代理）
19. 龍為寧 …以下省略

## 名前について
愛加那の名前については、西郷が書簡で「ありかな」と記名したものが現存していることなどから、一部の研究者より「アリカナ」と読むのではと指摘されていたが、2018年に歴史研究家の原田良子の研究により、西郷の息子・西郷菊次郎の戸籍を確認したところ、母の欄に「アリカナ」と記載されていることが確認され、戸籍上の表記が明らかとなった。
これに関し、原田や原口泉（志學館大学教授、2018年度NHK大河ドラマ『西郷どん』時代考証担当）は「当時の薩摩言葉ではラ行の発音が難しいので、音便変化でリがイとなったのではないか。そのため、アリカナも口伝えで『あいかな』として広まり、死後に愛加那の字が当てられたという可能性がある」としている。また上代由来の和語「うなゐ」は「うなり」や「おなり」と転訛する事から、「あいかな」の「い」も「ゐ」と似た系列の表音とも考えられる。さらには、奄美語と関係の深い琉球語では和語と比較してR音が脱落する事が知られている（蟻：あり→あい）。
一方、坂元盛秋は著書の愛加那墓石写真のキャプションで「戸籍上の姓名は竜愛子という」と断定しているが、実際の戸籍の有無については言及していない。さらに「龍愛」と署名した明治29年や31年の書簡も現存している。しかし、「あいこ」「あい」と呼ばれていた記録はない。母の欄に「アリカナ」と記す西郷菊次郎の戸籍は愛加那死後の明治37年以降に作成されたものである。

## 登場作品
小説作品
- 小石房子『あんご愛加那』（作品社、2010年）
- 植松三十里『愛加那と西郷』（小学館文庫、2016年）

テレビドラマ
- TBS『命もいらず名もいらず』（1977年、演：浅茅陽子）
- 日本テレビ 年末大型時代劇『田原坂』（1987年、演：多岐川裕美）
- NHK大河ドラマ『翔ぶが如く』（1990年、演：石田えり）
- NHK大河ドラマ『西郷どん』（2018年、演：二階堂ふみ）